# 鄂嫩河
鄂嫩河（羅馬化：Onon），古稱兀纳水、斡難河，是一條位於蒙古国和俄羅斯的河流，屬黑龍江水系。全長818公里，流域面積94,000平方公里。
起源於肯特山東麓，當中298公里位於蒙古國。與音果達河匯合成石勒喀河。
相傳是蒙古帝國的奠基人成吉思汗的誕生地。